# Eurymeloides adspersa
Eurymeloides adspersa är en insektsart som beskrevs av Victor Antoine Signoret 1850. Eurymeloides adspersa ingår i släktet Eurymeloides och familjen dvärgstritar. Inga underarter finns listade i Catalogue of Life.